# Мед Дисънт
Мед Дисънт е музикална компания, създаден от Дипло в Лос Анджелис. Лейбълът популяризира стила мумбатън, който влиза в категорията електронна денс музика, създаден от DJ Дейв Нада. Жанрът на лейбъла е популяризиран предимно от Дилън Франсис след сътрудничеството му с Дипло на фестивал през 2012 г. с трака „Que Que“. Компанията е известна и с Мед Дисънт Блок Парти – серия фестивали в големи градове.

## История
Мед Дисънт е основана през 2006 г. от Дипло. През 2010 г. лейбълът се мести от Филаделфия в Лос Анджелис. Мед Дисънт печели повече внимание през 2012 и 2013 година, като един от световните успехи на компанията е песента на Бауър „Harlem Shake“, който стана огромен хит в Ютюб.
От 2008 г. насам лейбъла издава фестивали в множество градове под името „Мед Дисънт Блок Парти“ в САЩ. Първоначално фестивала е започнал в много по-малък мащаб с наета палатка и барбекю на улица във Филаделфия. Събитието е в съответствие с цялостната концепция на лейбъла, а именно да представи глобалната поп и денс музика.
През 2013 година за Коледа пускат различни сингли от каталога си, смесени с коледни песни. Те са компилирани в осем-траково и пи, озаглавено A Very Decent Christmas.
През 2016 г. Мед Дисънт пуснаха втори лейбъл – Гуд Инъф.

## Изпълнители
- Дипло
- Джак Ю
- Мейджър Лейзър
- Шон Пол